# Rheumaptera excultata
Rheumaptera excultata är en fjärilsart som beskrevs av Hugo Theodor Christoph 1881. Rheumaptera excultata ingår i släktet Rheumaptera och familjen mätare. Inga underarter finns listade.